# Hanekro
Hanekro (Galeopsis) er en slægt med ca. 10 arter, der er udbredt i Europa, Vest- og Nordasien. Det er enårige urter med stive, firkantede stængler. Bladene er modsatte, og blomsterne er samlet i kranse ved de øverste bladhjørner. Blomsterne er uregelmæssige sådan at det øverste kronblad er omdannet til en konveks overlæbe, mens de øvrige danner tre kronflige. Frugterne er 4-delte spaltefrugter. Her omtales kun de arter, som er vildtvoksende eller naturaliserede i Danmark.
| Arter |

- Almindelig hanekro (Galeopsis tetrahit)
- Gul hanekro (Galeopsis segetum)
- Hamphanekro (Galeopsis speciosa)
- Sandhanekro (Galeopsis ladanum)
- Skovhanekro (Galeopsis bifida)
- Smalbladet hanekro (Galeopsis angustifolia)